# Stenasellus asiaticus
Stenasellus asiaticus is een pissebed uit de familie Stenasellidae. De wetenschappelijke naam van de soort is voor het eerst geldig gepubliceerd in 1949 door Yakov Avadievich Birstein & Starostin.